# Casa Constans
La Casa Constans és una obra d'Olot (Garrotxa) inclosa a l'Inventari del Patrimoni Arquitectònic de Catalunya.

## Descripció
És un edifici amb la façana principal al passeig del Firal. Consta de tres pisos i planta baixa, on hi ha una botiga. Cada pis presenta dos balcons. La casa té quatre columnes quadrades amb estries adossades a la paret. Aquestes columnes tenen capitells i basa, també adossats a la paret. Van des del primer pis fins al segon, el tercer no en té. Hi ha una cornisa que separa el segon pis del tercer.
És una de les poques obres racionalistes d'Olot.